# Good Food Group
Good Food Group A/S er en en dansk fødevarevirksomhed. I 1951 begyndte Inga Christensen at bage småkager til salg i hjemmet i Vejle. Det blev senere til Ingadane, og i 1975 blev det til Dana Foods. Siden 2003 har virksomheden været navngivet Good Food Group. I 2018 blev Good Food Group opkøbt af Maj Invest.
Good Food Group er organiseret igennem en række datterselskaber der inkluderer: Scandic Food, Danica Foods, Streamline Foods, JAN Import og Jakobsens.
Scandic Food producerer frugtbaserede produkter som grød og marmelade samt saucer og dressinger. Danica Foods producerer juice og marmelade. Streamline Foods producerer grød og marmelade. JAN Import importerer og pakker et bredt udvalg af tørrede frugter, nødder og frø. Jakobsens producerer honning og sirup.
Good Food Group har datterselskaber i Danmark, Sverige, Norge, Tyskland, England og USA. Produkterne sælges på 75 markeder. Der er 576 ansatte.